# Ядерна енергетика Словенії
Ядерна енергія використовується в Словенії для ряду цивільних цілей, включаючи виробництво електроенергії, медицину та дослідження.

## Регуляції
Як зазначено у 8-й національній доповіді Словенії, про яку йдеться у статті 5 Конвенції про ядерну безпеку, «найпомітнішим законодавчим актом є Закон про захист від іонізуючого випромінювання та ядерну безпеку – ZVISJV 1 (Офіційний вісник Республіки Словенії, № 76/17 і 26/19; далі іменується як «Акт 2017 року»), який набув чинності в січні 2018 року. Попередній Закон був прийнятий у 2002 році і згодом чотири рази переглядався. Слід зазначити, що після прийняття Закону 2017 року була проведена значна робота з оновлення всього комплексу підзаконних актів (так званих Правил), яка станом на травень 2019 року практично завершена.”
Словенським ядерним регулятором є Управління ядерної безпеки Словенії (SNSA). SNSA знаходиться в сучасному офісному парку на північній околиці столиці Словенії Любляни за адресою Litostrojska 54, 1000 Ljubljana. Станом на 2019 рік Держслужба є частиною Міністерства довкілля та просторового планування.

## Міжнародні відносини
Словенія є учасником Конвенції Міжнародного агентства з атомної енергії про ядерну безпеку. Конвенція прагне підвищити прозорість і дотримання з «високим рівнем безпеки шляхом встановлення фундаментальних принципів безпеки, на які держави погодяться».
Словенія також є членом Агентства з ядерної енергії (NEA), міжурядового агентства, яке організоване під керівництвом Організації економічного співробітництва та розвитку (ОЕСР) та Європейського співтовариства з атомної енергії, широко відомого як Євратом.

## Дослідницький реактор
Інститут Йожефа Стефана (IJS) (словен. Institut "Jožef Stefan") — найбільший науково-дослідний інститут у Словенії. Інститут був заснований Управлінням державної безпеки (Югославія) в 1949 році для досліджень атомної зброї. Сьогодні основними напрямами досліджень є фізика, хімія, молекулярна біологія, біотехнології, інформаційні технології, реакторна фізика, енергетика та навколишнє середовище. Інститут має приміщення у двох місцях. Основні об’єкти та штаб-квартира розташовані на Jamova 39 у Любляні, іншим місцем розташування є Реакторний центр Інституту в Подгориці, розташований у Брінє, Дол при Любляні поблизу Любляни.
Реакторний центр інституту в Подгориці має дослідницький реактор басейнового типу. Реактор General Atomics TRIGA Mark II розрахований на номінальну теплову потужність 250 кВт. Реактор вперше отримав ліцензію в 1966 році, і очікується, що він продовжить працювати принаймні до 2030-х років.
Центральне сховище радіоактивних відходів Словенії розташоване в реакторній установці Інституту. Це сховище використовується для зберігання твердих радіоактивних відходів низької та середньої активності з Реакторного центру та інших неінститутських дрібних виробників відходів, таких як медичне, дослідницьке та промислове застосування іонізуючого випромінювання.

## Ядерна електростанція

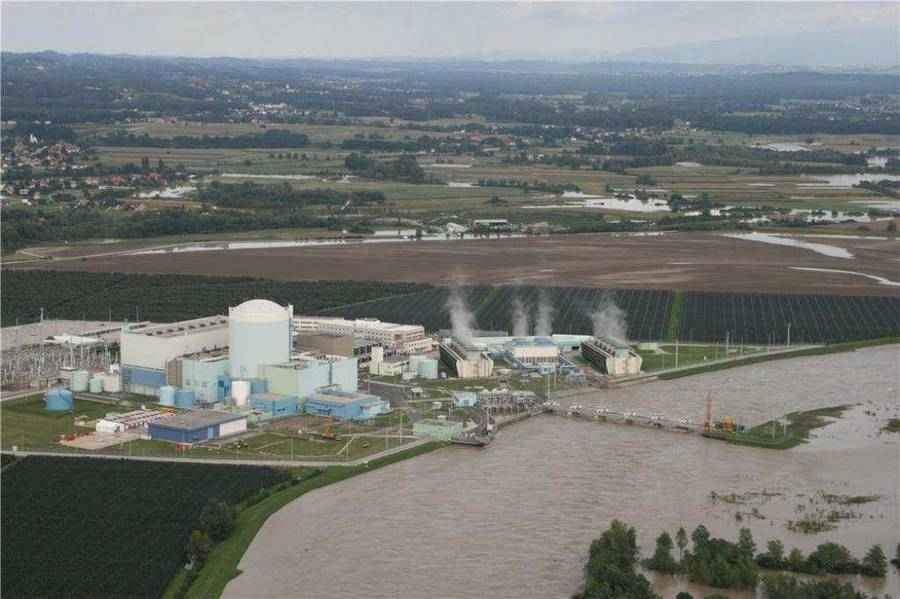
Атомна електростанція Кршко

Єдиною атомною електростанцією в Словенії є атомна електростанція Кршко потужністю 696 МВт, розташована в східній частині країни, яка була введена в комерційну експлуатацію 15 січня 1983 року. Вона була побудована як спільне підприємство Словенії та Хорватії, які на той час були обидві частини Югославії. Завод є двоконтурним легководяним реактором із водою під тиском компанії Westinghouse Electric Company. Операційна компанія Nuklearna Elektrarna Krško (NEK) залишається спільною власністю державних компаній Словенії та Хорватії та забезпечує понад чверть електроенергії Словенії разом із приблизно п’ятою частиною Хорватії.
У 2019 році станція забезпечила 22,3% загального енергопостачання Словенії. Станція забезпечила 36,2% загального обсягу електроенергії, виробленої в Словенії в 2019 році.
Дебати щодо того, чи закривати завод у Кршко і коли закрити, посилилися після енергетичної кризи взимку 2005-06 рр., яка підкреслила вразливість Словенії до збоїв у постачанні природного газу.  Ядерні відходи захоронюються в сховищах. Словенія залишила відкритою можливість переробки ВЯП.
Очікується, що станція працюватиме до 2043 року після угоди в 2020 році між урядами Словенії та Хорватії.

### Пропоноване розширення
Ідея збільшення кількості електроенергії, виробленої атомною енергетикою в Словенії, розглядалася кілька разів після будівництва АЕС Кршко. Оскільки все рідке та газоподібне викопне паливо (наприклад, нафтопродукти та природний газ) для споживання в Словенії має імпортуватися, Словенія прагне отримати більшу енергетичну незалежність, а також прагне бути вуглецево-нейтральною до 2050 року. GEN Energija також згадує ядерну енергетику як засіб сприяти забезпеченню доступних, передбачуваних і стабільних цін на електроенергію для Словенії як стимулу для ще одного реактора на майданчику Кршко.
GEN Energija описала планування другого блоку Кршко, JEK 2, на своєму веб-сайті ще в 2015 році. Материнська компанія словенського власника заводу GEN Skupina опублікувала відео в середині 2019 року, на якому зображено один новий великий реактор на майданчику Кршко, на захід від поточного реактора. Крім того, було оголошено, що GEN подала заявку на другий реактор у Кршко та шукає словенських партнерів для цього проекту. На початку 2020-х років Міністерство інфраструктури включило до кінця 2020-х років будівництво доповнення до АЕС Кршко до своїх планів, хоча жодного рішення щодо технології реактора чи остаточного рішення щодо продовження ще не було прийнято. Уряд Хорватії також висловив зацікавленість у розширенні АЕС Кршко на додаток до оголошеного продовження терміну експлуатації діючого реактора Кршко до 2043 року.
У грудні 2020 року Словенія та Сполучені Штати підписали Меморандум про взаєморозуміння щодо стратегічного цивільного ядерного співробітництва, спрямований на покращення співробітництва у сфері енергетичної безпеки та зміцнення дипломатичних та економічних відносин між двома країнами. Меморандум про взаєморозуміння розглядався як зміцнення словенсько-американських зв’язків у сфері ядерної енергетики, які сягають початку будівництва атомної електростанції Кршко, спроектованої американською компанією Westinghouse у 1975 році; спостерігачі відзначили, що американська технологія буде розглянута для будь-яких планів ядерної експансії в Словенії.

### Потенційні реактори
На підставі заяви GEN energij щодо бажаного річного виробництва електроенергії новою станцією приблизно 8,8 ТВт-год, будуть розглядатися реактори з чистою електричною потужністю приблизно 1100 МВт. GEN energija згадала такі технології, які будуть розглянуті для JEK 2 у 2021 році:
- Westinghouse AP1000
- Korea Electric Power Corporation APR1000
- China General Nuclear Power Group (CGN) та China National Nuclear Corporation (CNNC) HPR1000
- OKB Gidropress ВВЕР1200

## Перелік реакторів
| Назва | Блок №. | Реактор | Реактор               | Статус      | Чиста потужність (MW) | Початок будівництва | Комерційне використання | Закриття |
| Назва | Блок №. | Тип     | Модель                | Статус      | Чиста потужність (MW) | Початок будівництва | Комерційне використання | Закриття |
| ----- | ------- | ------- | --------------------- | ----------- | --------------------- | ------------------- | ----------------------- | -------- |
| Кршко | 1       | PWR     | Westinghouse (WH) 212 | Функціонує  | 688                   | 30 березня 1975     | 1 січня 1983            | (2043)   |
| Кршко | 2       | PWR     | ?                     | Заплановано |                       |                     | (2030)                  |          |

## Зовнішні посилання
- Nuclear Power in Slovenia // World Nuclear Association